# Autostrada A50 (Polonia)
Autostrada A50 este o autostradă planificată a fi construită în voievodatul Mazovia din Polonia. Ea va funcționa ca un drum circular la sud de zona metropolitană Varșovia, preluând traficul de tranzit de pe inelul rutier existent în jurul orașului, în principal de pe drumul expres S2. După construcție, autostrada va fi, de asemenea, unul dintre conectorii rutieri către planificatul port central de comunicații. Autostrada a fost adăugată la lista autostrăzilor și drumurilor expres de către guvernul polonez la 24 septembrie 2019.